# Habitatdirektivet
Habitatdirektivet, eller direktiv 92/43/EEG, är ett europeiskt direktiv som reglerar bevarandet av livsmiljöer samt vilda djur och växter inom Europeiska unionen. Direktivet utgör tillsammans med fågeldirektivet kärnan i unionens lagstiftning om naturskydd. Det utfärdades av Europeiska unionens råd den 21 maj 1992, trädde i kraft den 10 juni 1992 och skulle vara införlivat i medlemsstaternas nationella lagar och andra författningar senast den 10 juni 1994.
Habitatdirektivet fastställer en rad bestämmelser gällande bevarandet av livsmiljöer och habitat samt skyddandet av olika arter, dock ej fåglar som istället omfattas av fågeldirektivet. Direktivet tillkom efter en FN-konferens i Rio de Janeiro. Direktivet omfattar bland annat förutsättningslöst  varg (Canis lupus) och lodjur (Lynx lynx) i Sverige men inte i Finland. I Finland undantas varg inom renskötselområdet helt, och lodjur vad avses behovet att utse skyddsområden. Svenska myndigheter har vid upprepade tillfällen haft andra uppfattningar än Europeiska kommissionen om hur habitatdirektivet bör tillämpas för de svenska populationerna av dessa djur.
Habitatdirektivet är tillämpligt inom hela Europeiska unionen.